# Mondariz

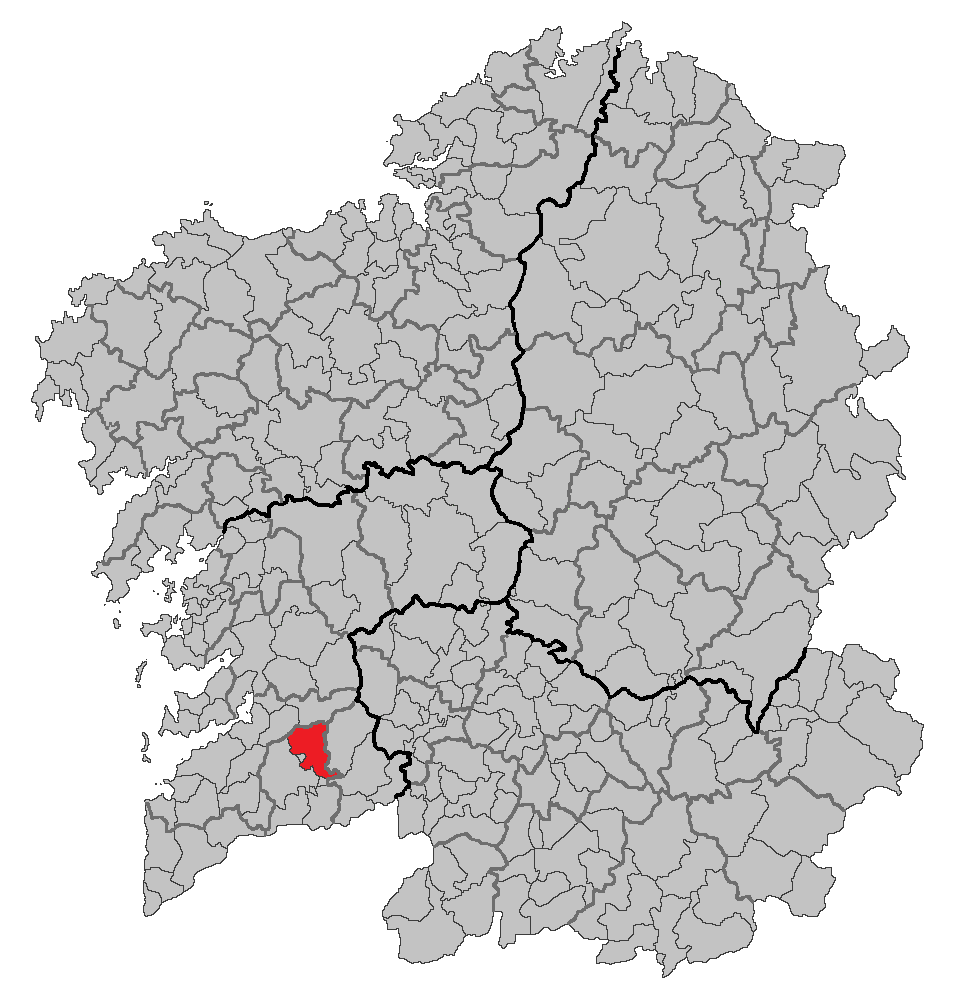
Położenie gminy na mapie wspólnoty autonomicznej Galicia

Mondariz – gmina w Hiszpanii, w Galicji, w prowincji Pontevedra, w comarce Condado.
Powierzchnia gminy wynosi 85,8 km². Zgodnie z danymi INE, w 2004 roku liczba ludności wynosiła 5320, a gęstość zaludnienia 62,19 osoby/km². Kod pocztowy do gminy to 36870.

## Położenie
Gmina położona jest w południowo-zachodniej części wspólnoty autonomicznej Galicja (Hiszpania). Od północy graniczy z gminami: Fornelos de Montes i Pazos de Borbén; ze wschodu z O Covelo; od południa z A Cañiza i Salvaterra de Miño; z zachodu z Mondariz Balneario, Ponteareas i Pazos de Borbén.

## Parafie
W skład gminy Mondariz wchodzi 12 parafii (hiszp. parroquías):
- Frades
- Gargamala
- Lougares
- Meirol
- Mondariz
- Mouriscados
- Queimadelos
- Riofrío
- Sabaxáns
- Toutón
- Vilar
- Vilasobroso

## Demografia
| 1991 | 1996 | 2001 | 2004 |
| ---- | ---- | ---- | ---- |
| 6723 | 6347 | 5185 | 5320 |